# Buste (sculpture)

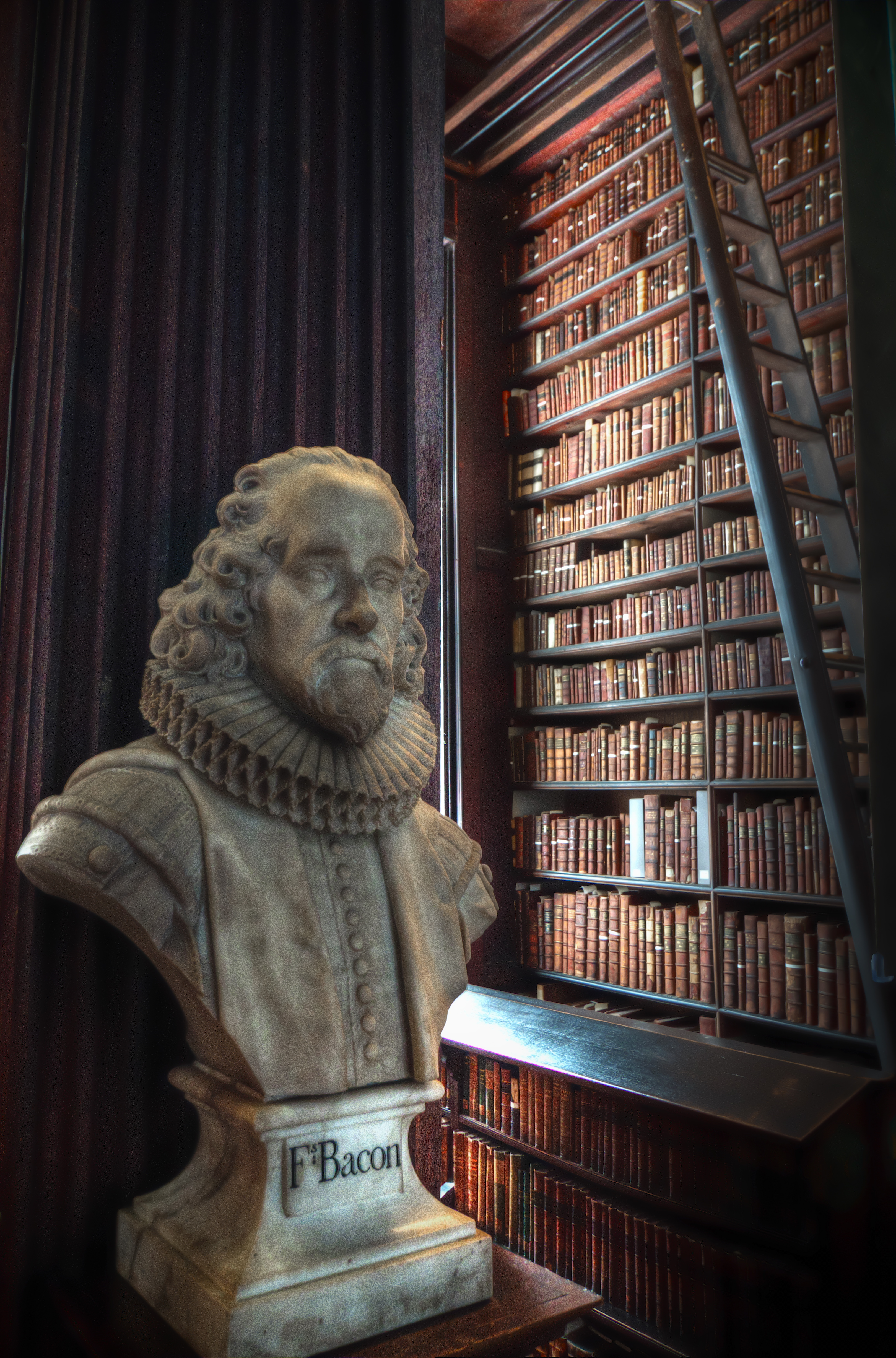
Buste en marbre de Francis Bacon à la bibliothèque du Trinity College, à Dublin

Un buste est une représentation sculptée ou moulée de la partie supérieure du corps humain représentant la tête et le cou d'une personne ainsi que des parties variables de la poitrine et des épaules. La pièce est normalement supportée par un piédestal (ou piédouche). Ces formes recréent l'image d'un individu. Tout matériau utilisé pour la sculpture comme le marbre, le bronze, la terracotta, le plâtre ou le bois peut servir à créer un buste.
Les têtes de portrait de sculptures de l'antiquité classique sont parfois montrées sous forme de bustes. Cependant, ce sont souvent des fragments de statues du corps entier, ou qui ont été créés à l'origine pour être insérées sur un corps préexistant.
Depuis 2017, le buste le plus grand du monde est la statue Adiyogi Shiva en Inde avec 34,24 mètres de hauteur, 24,99 mètres de largeur et 44,90 mètres de longueur.

## Chronologie

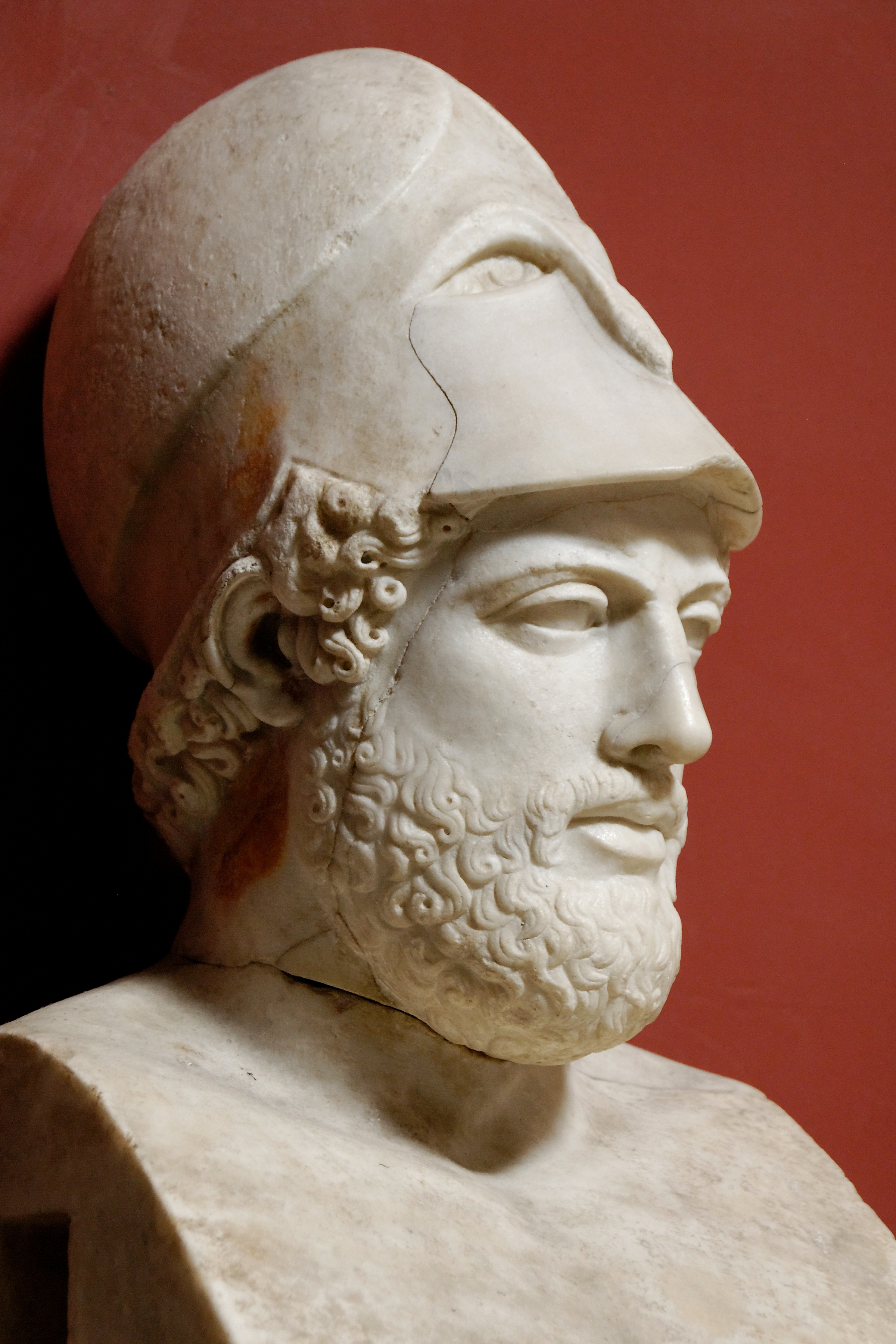
Périclès au casque corinthien (copie romaine en marbre d'après un original grec, ca. 430 BC)
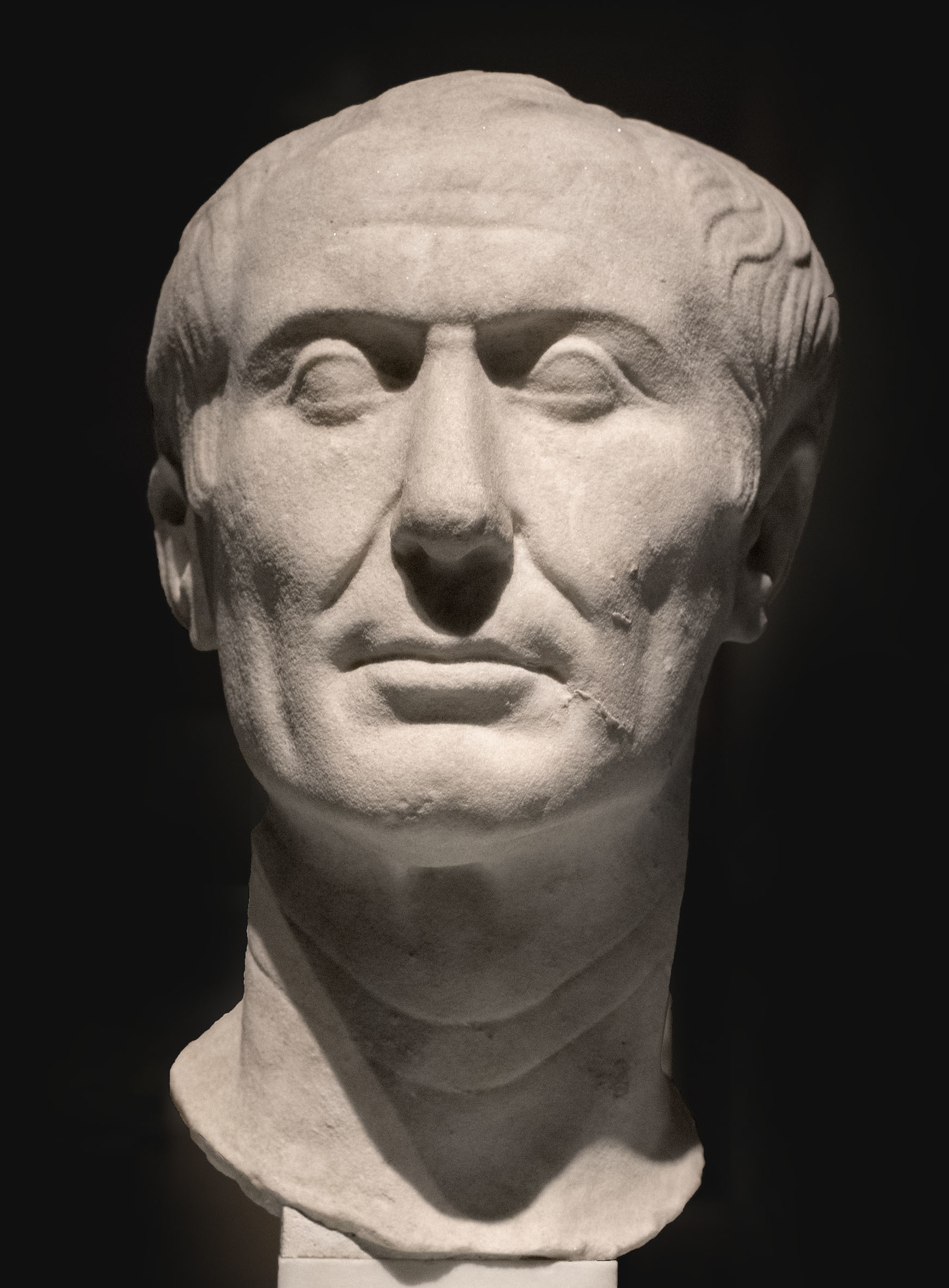
Buste de Jules César (50-40 av. J.C.) trouvé à Tusculum (Musée archéologique de Turin)
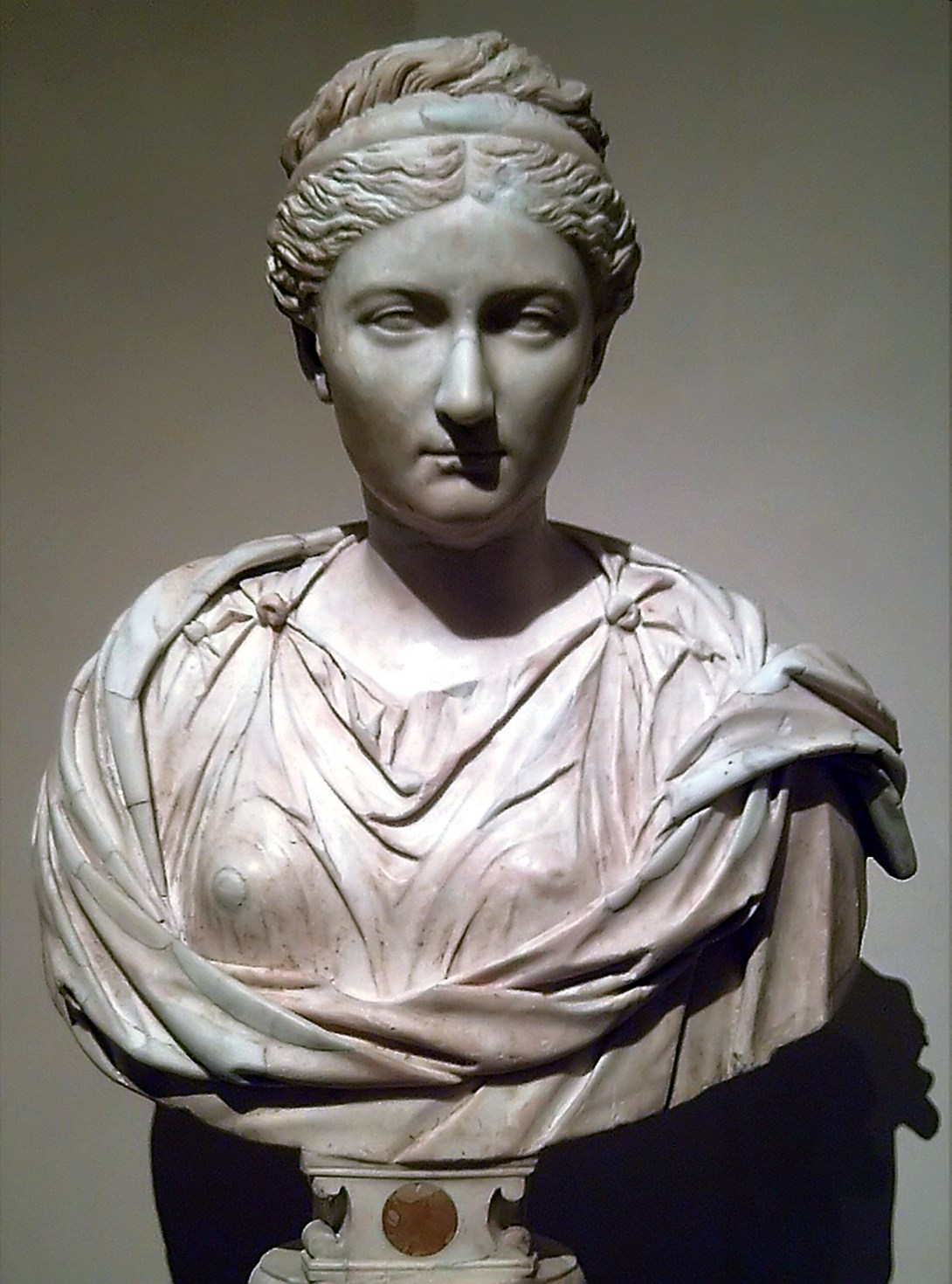
L'impératrice Vibia Sabina (ca. 130 AD)
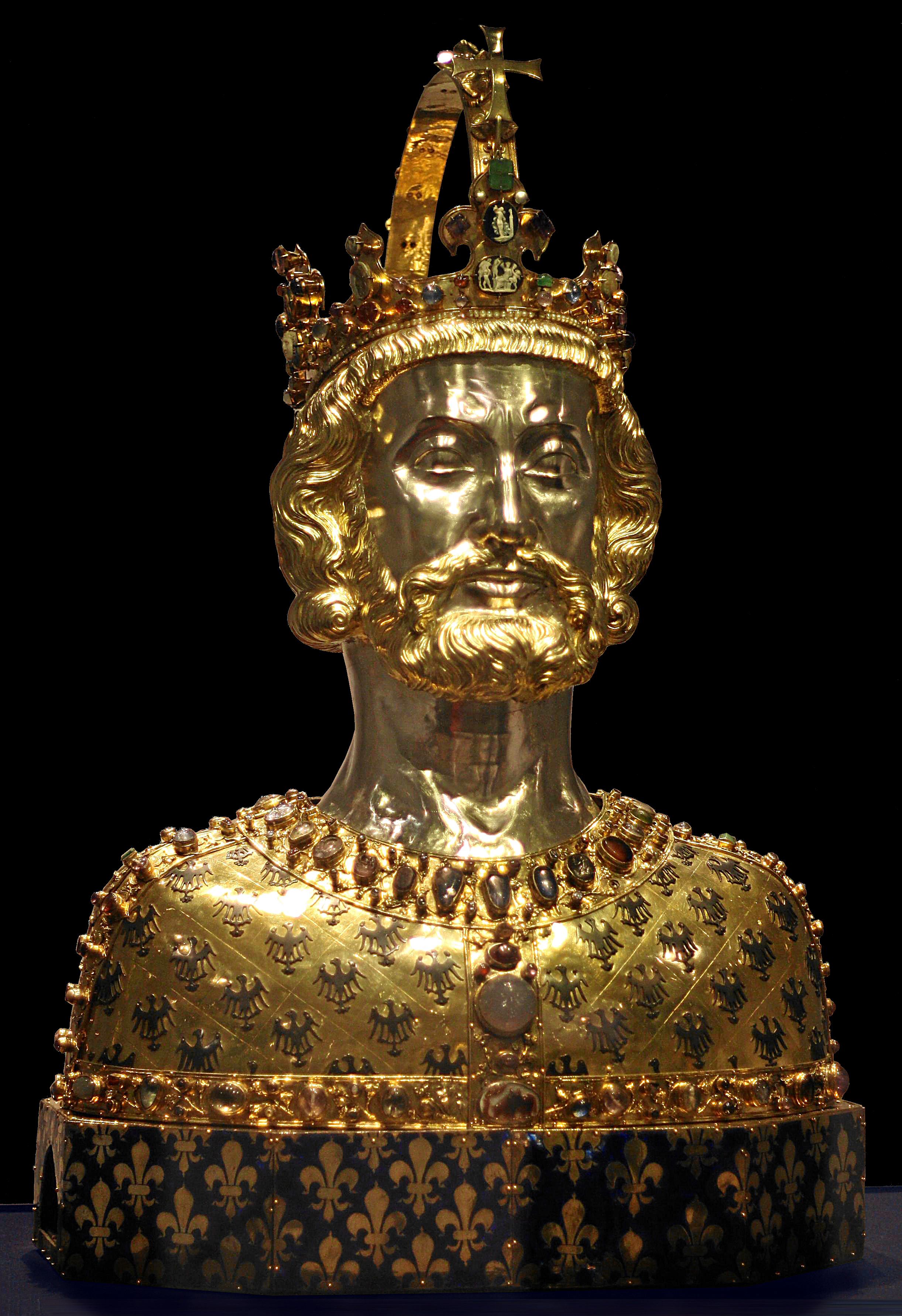
Buste reliquaire de Charlemagne (or, trésor de la Cathédrale d'Aix-la-Chapelle, XIVe siècle)
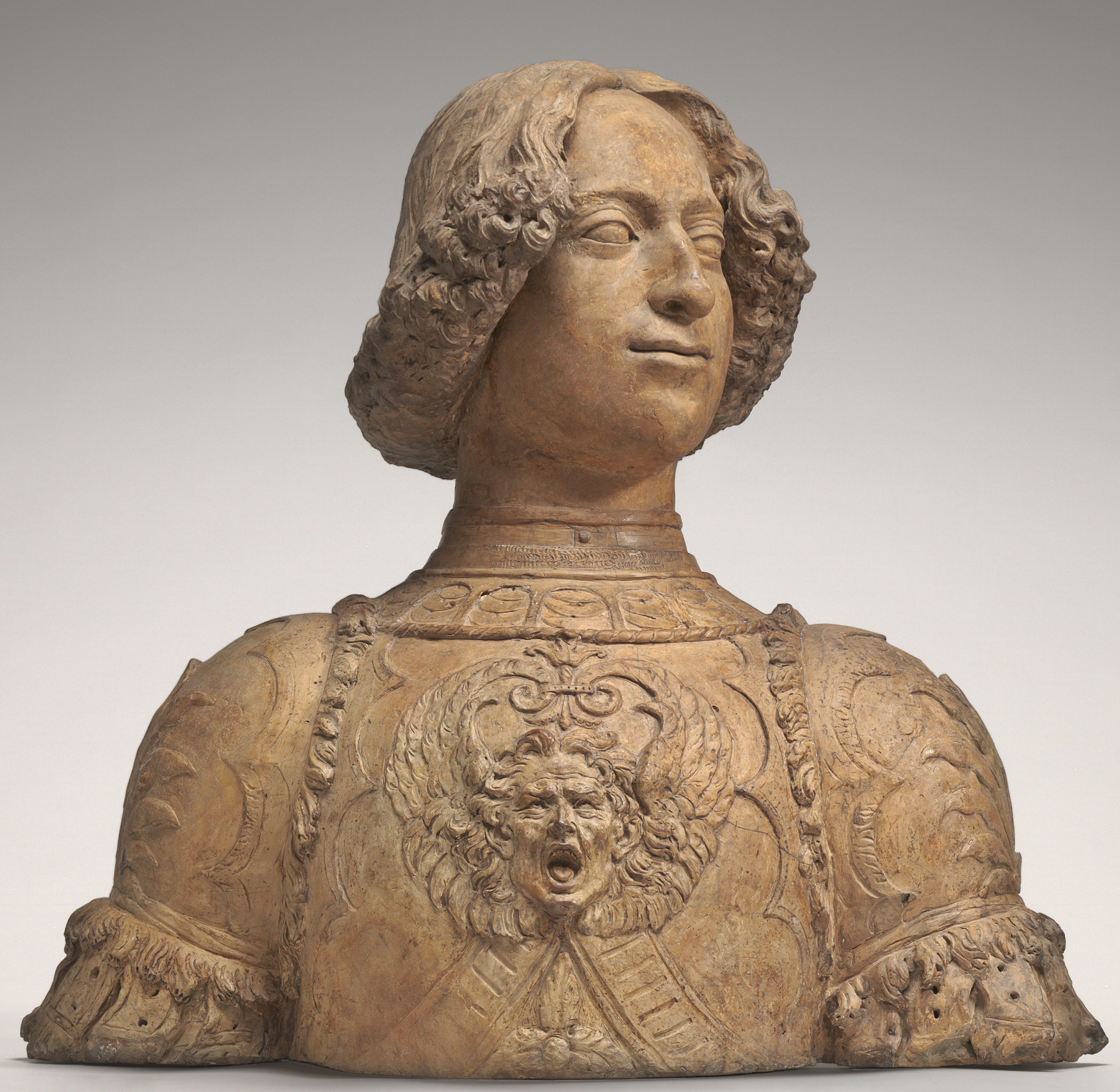
Giuliano de' Medici d'Andrea del Verrocchio (terracotta, 1475–85)
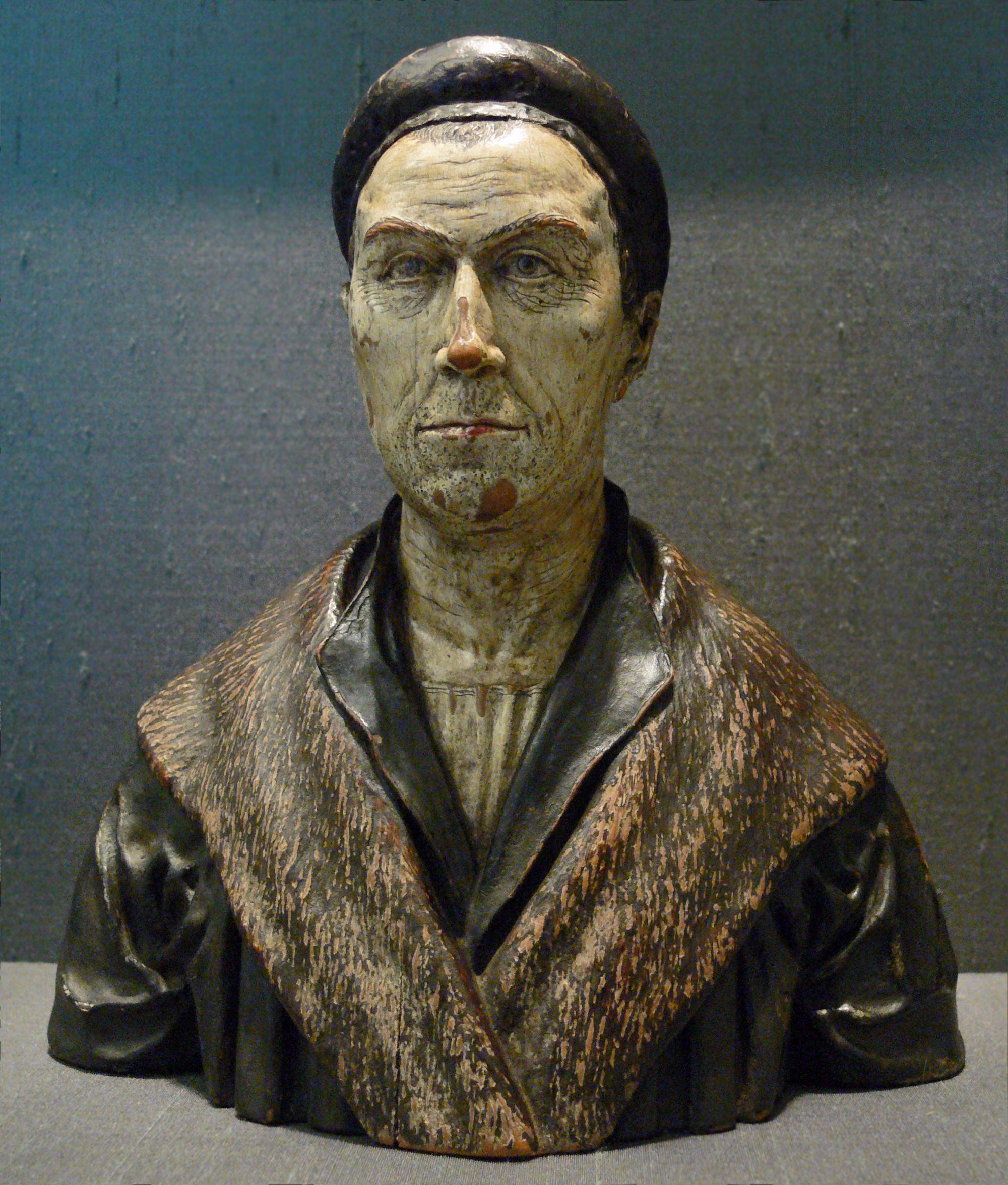
Jakob Fugger le riche de Conrad Meit (bois polychrome, ca. 1515)
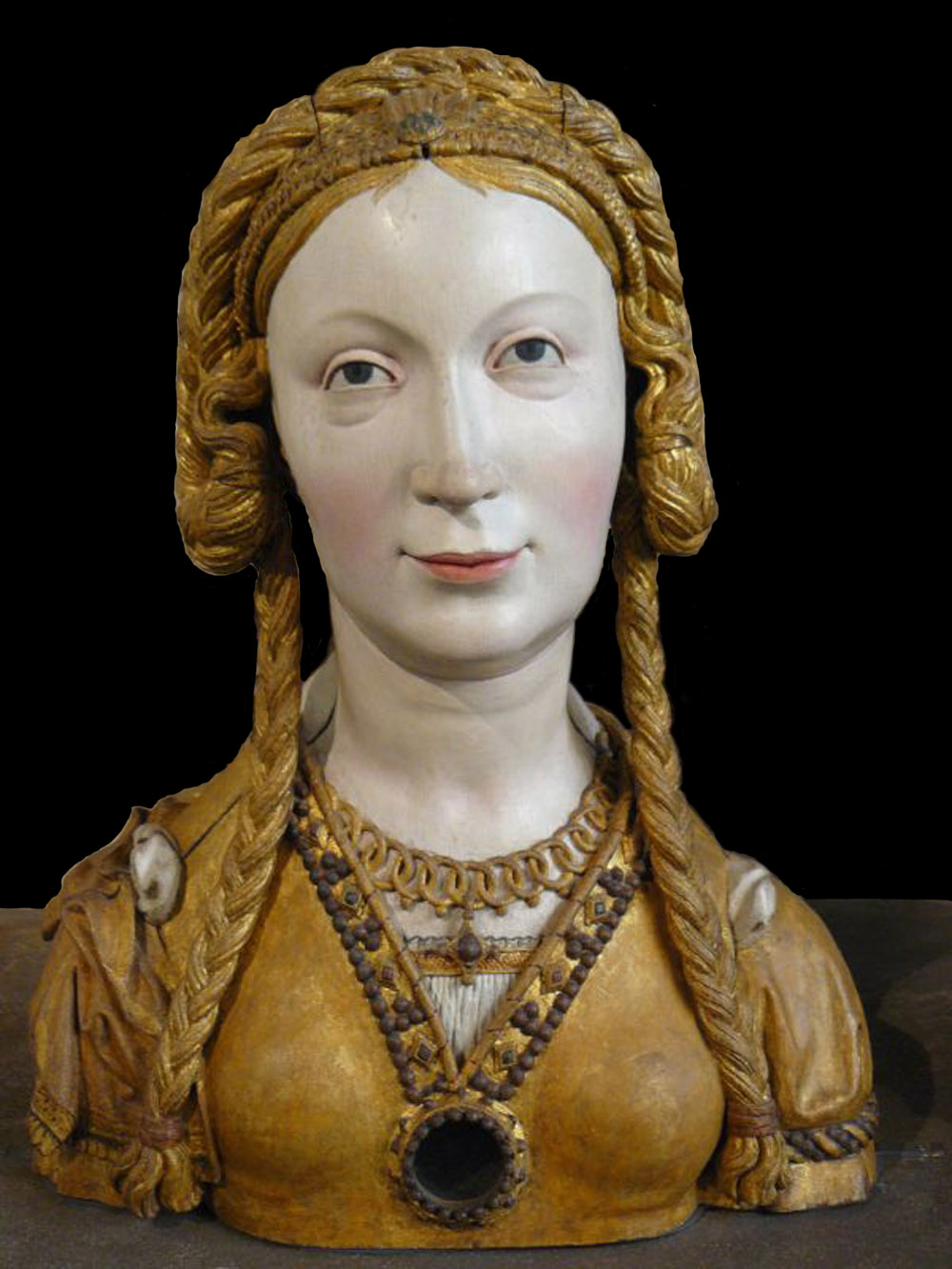
Reliquaire d'un saint (chêne, peinture, dorure, 1520–30)
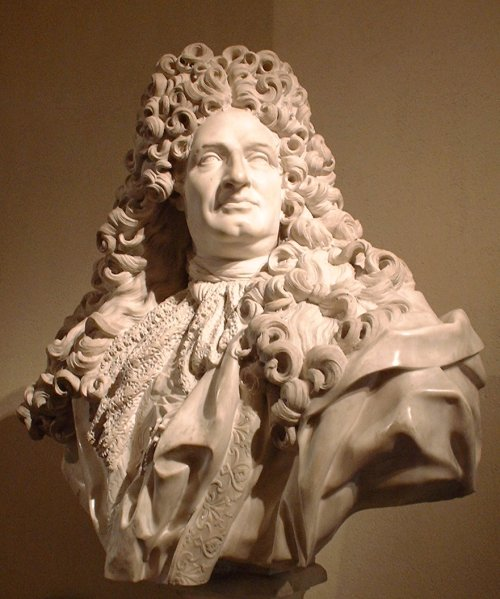
Jules Hardouin-Mansart de Jean-Louis Lemoyne (marbre, 1703)
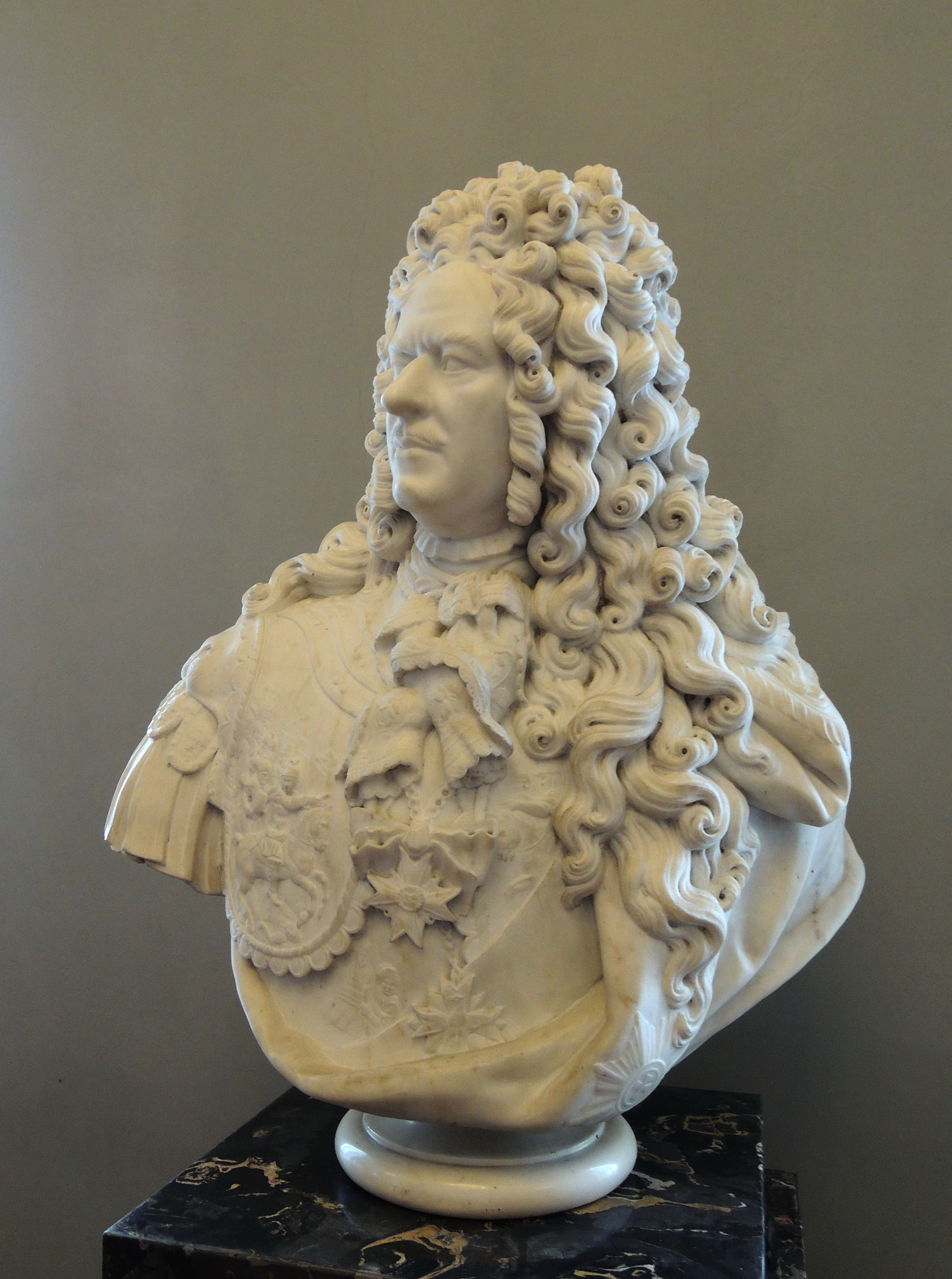
Menshikov de Rastrelli (1717)
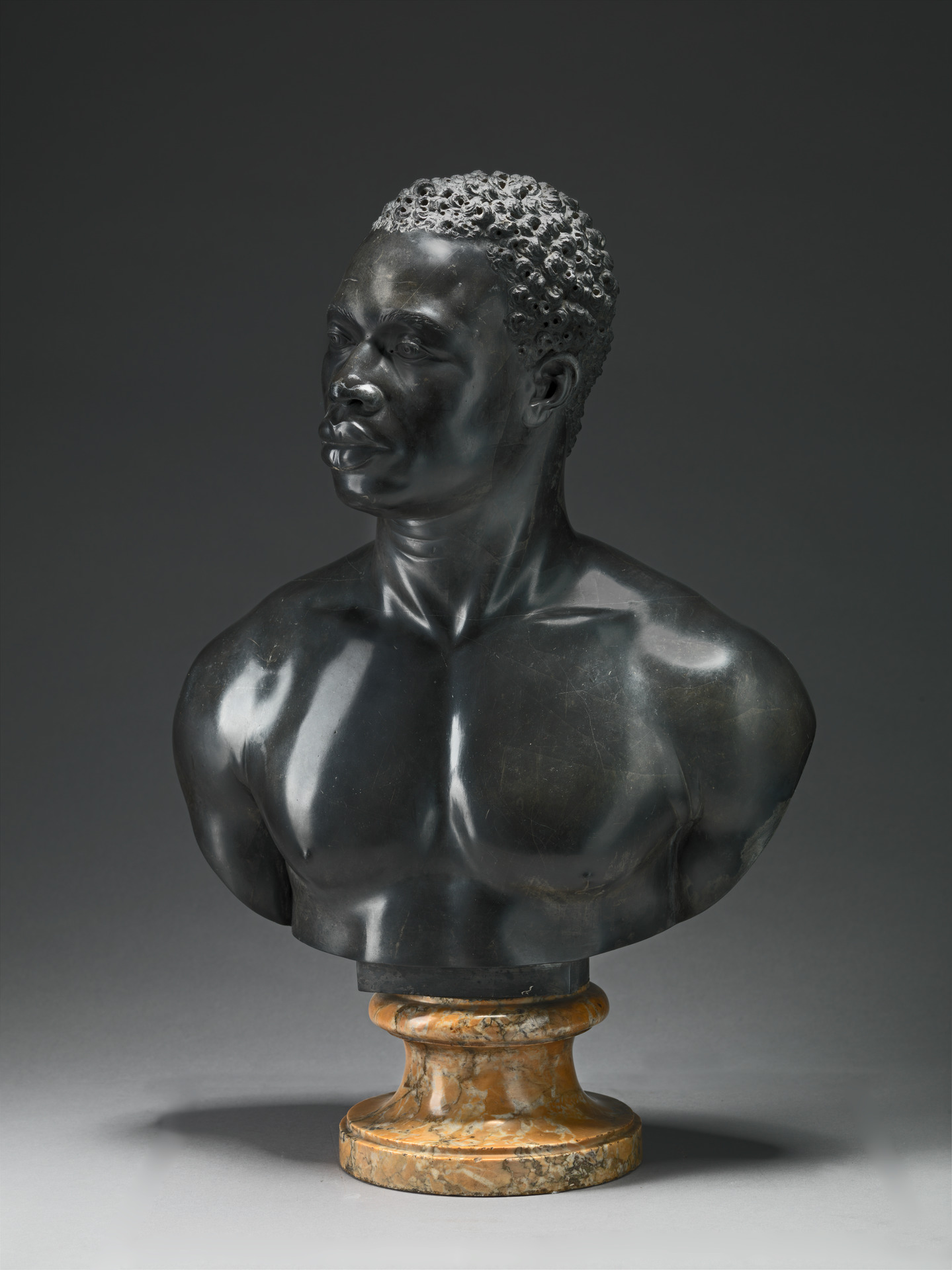
Buste d'un homme[2] du studio de Francis Harwood (calcaire noir, ca. 1758)
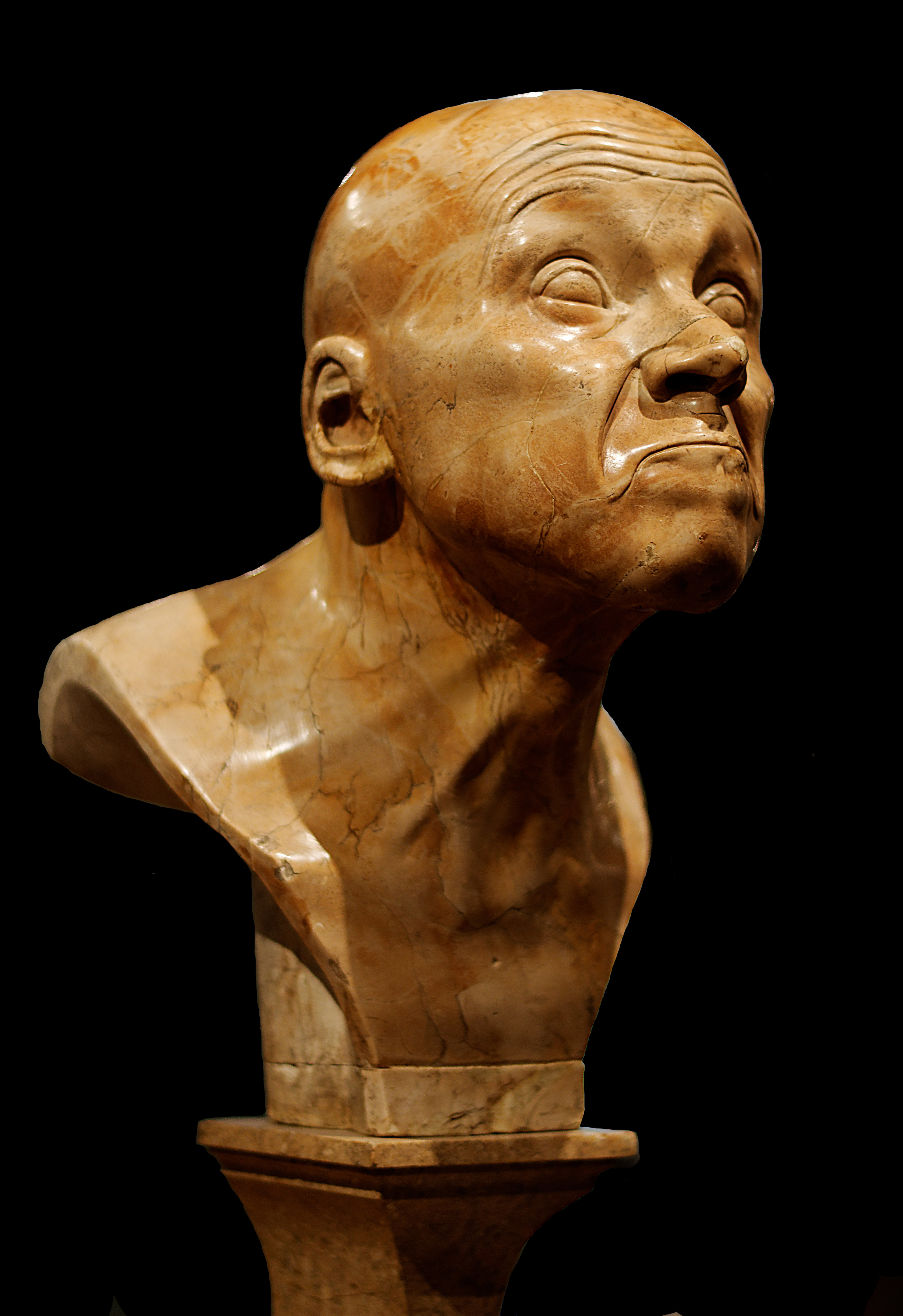
Simplicité au plus haut degré, neuvième d'une série de têtes de personnages par Franz Xaver Messerschmidt (albâtre, après 1770)
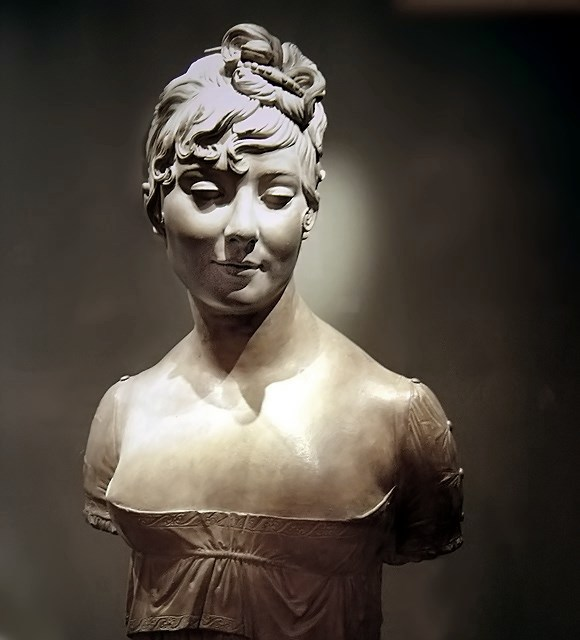
Femme non identifiée, de Joseph Chinard (terracotta, 1802)
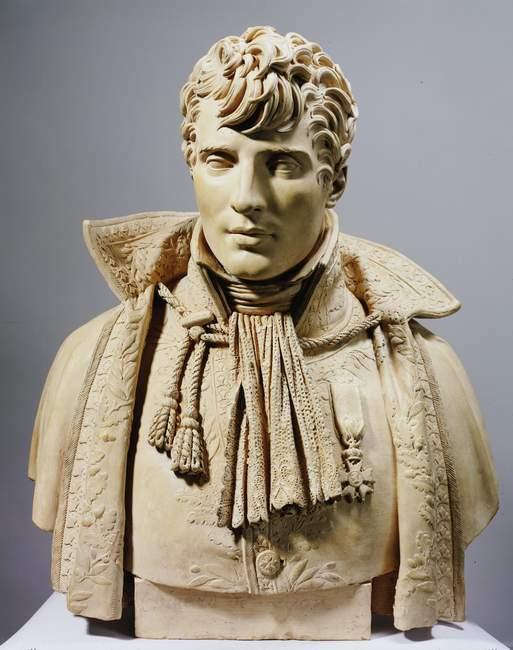
Étienne Vincent-Marniola de Joseph Chinard (terracotta, 1809)
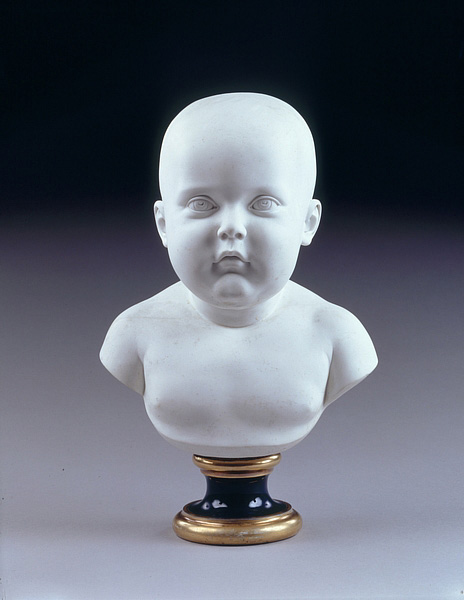
Napoléon II à six mois, d'Alexandre Brachard et Jean-Jacques Oger, d'après Henri-Joseph Ruxthiel (biscuit, 1811)
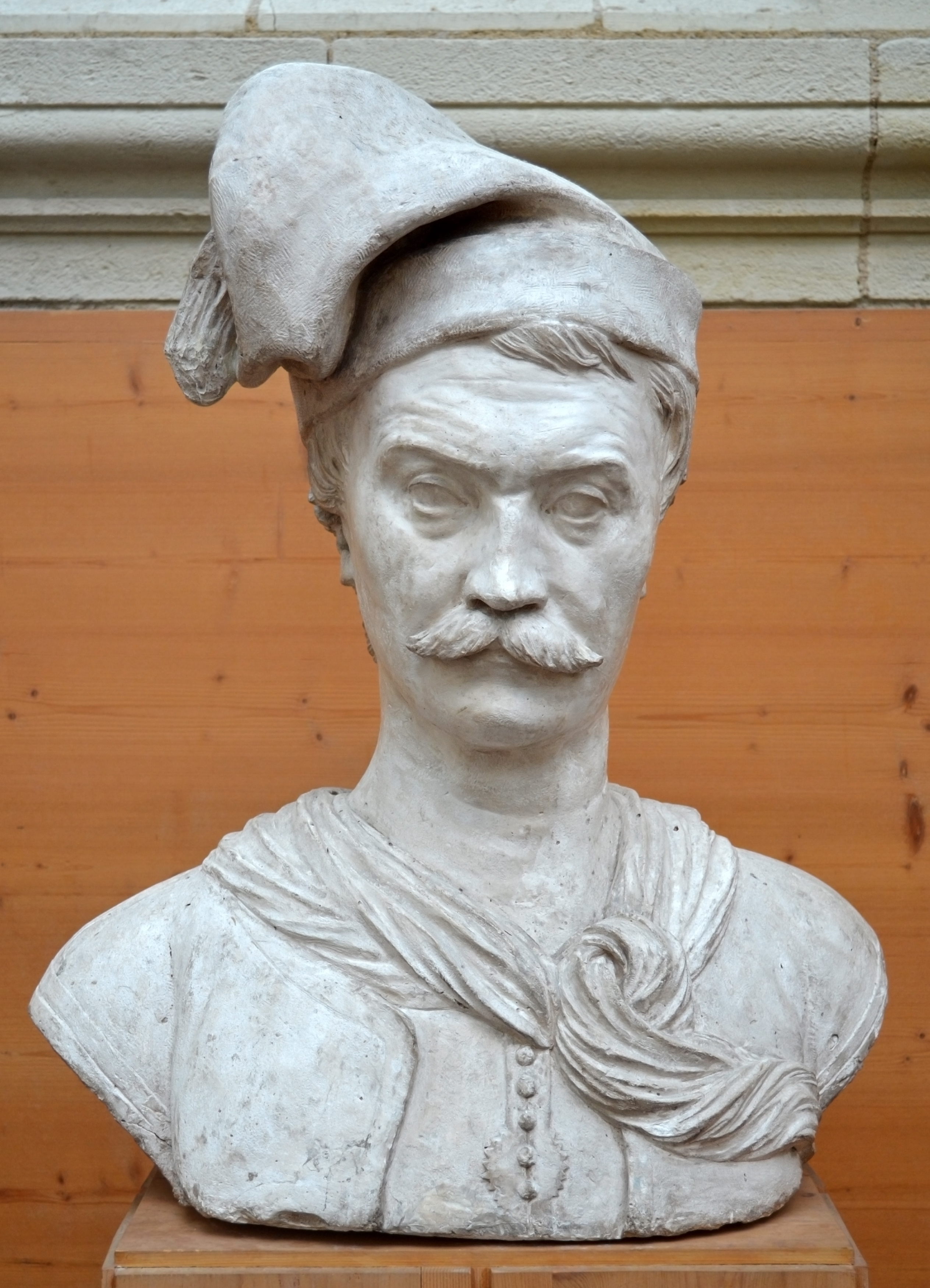
Konstantínos Kanáris de Pierre-Jean David d'Angers (plâtre, 1852)
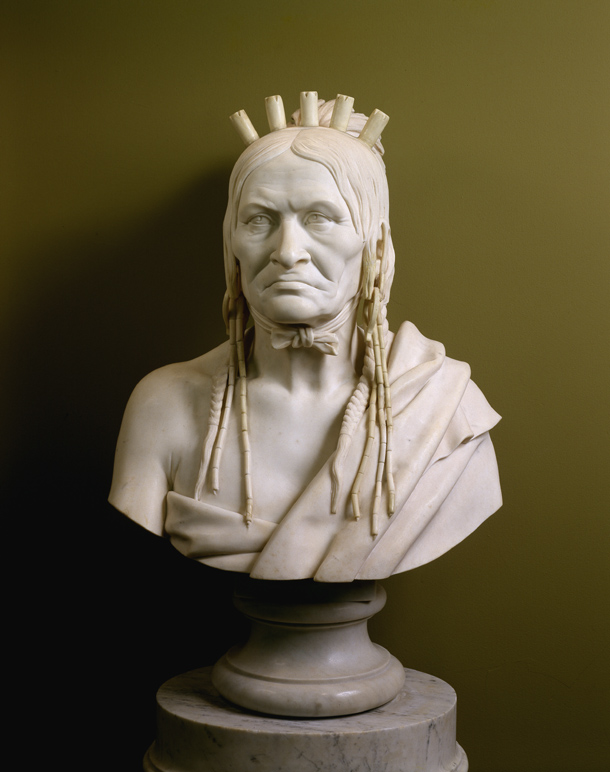
Chef Beshekee de Francis Vincenti (marbre, 1855–56)
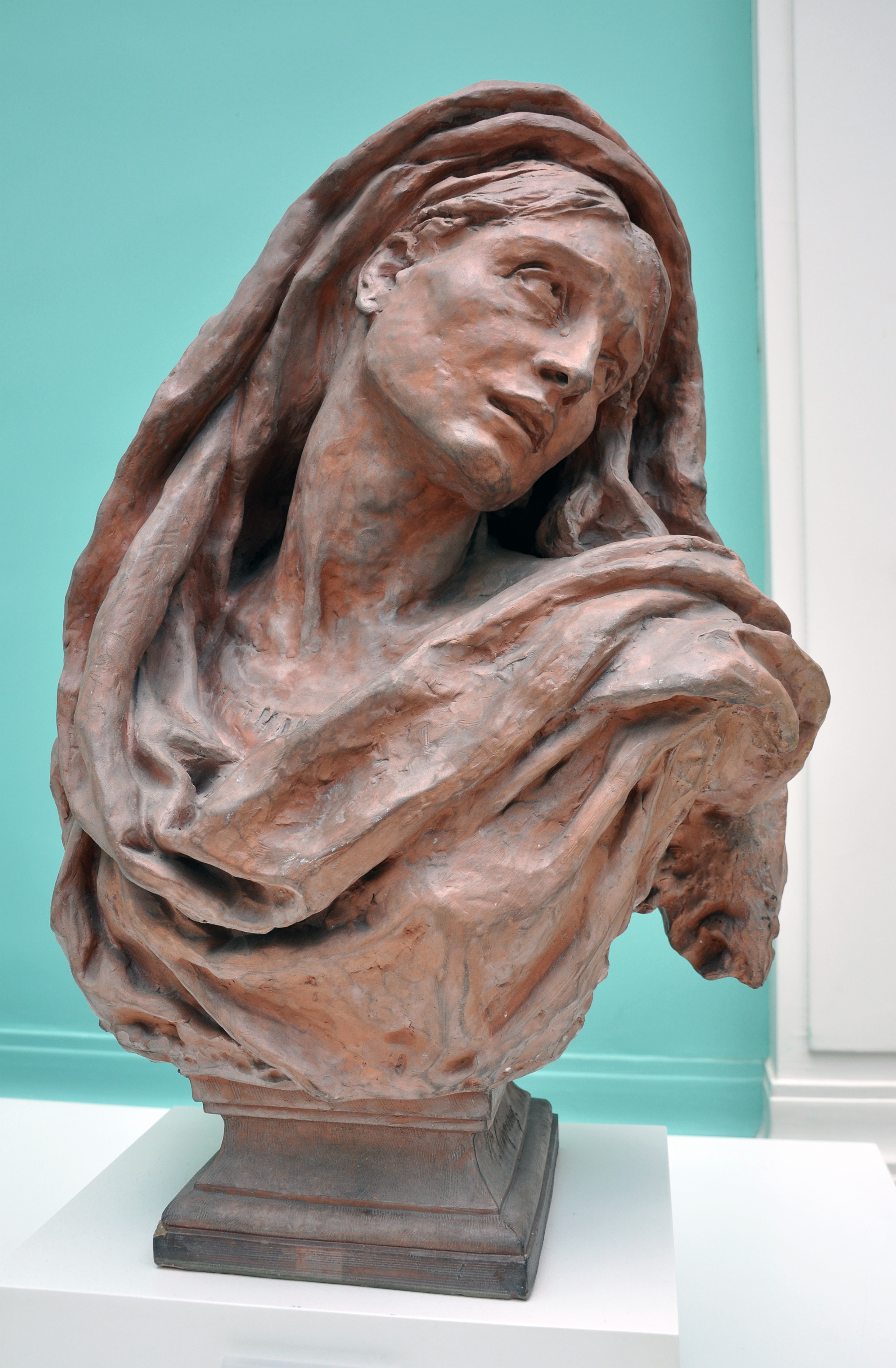
Mater Dolorosa de Jean-Baptiste Carpeaux (terracotta, 1869-70)
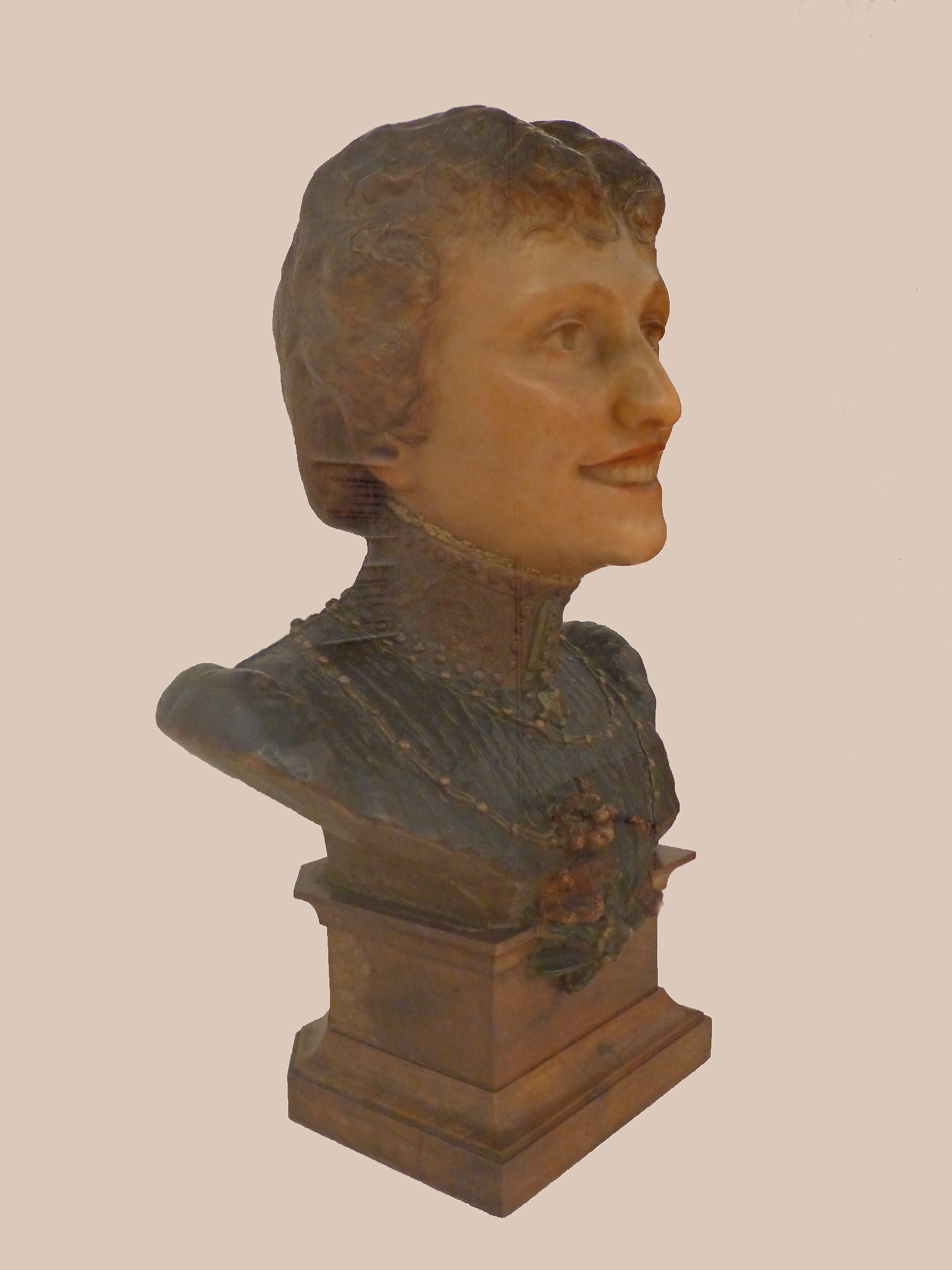
Sarah Bernhardt de Jean-Désiré Ringel d'Illzach (cire perdue, 1895)
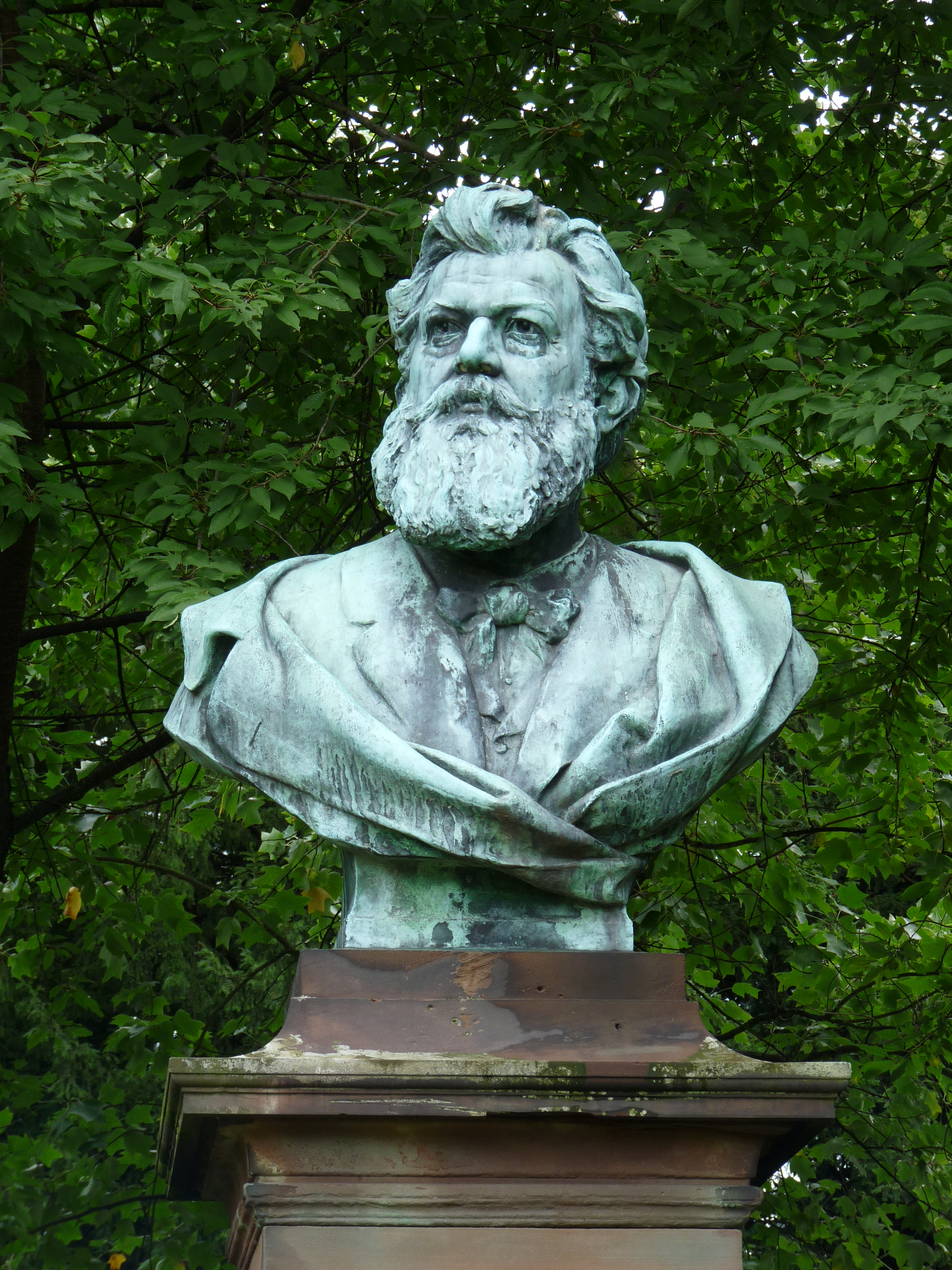
Victor Ernst Nessler d'Alfred Marzolff (bronze, années 1890)
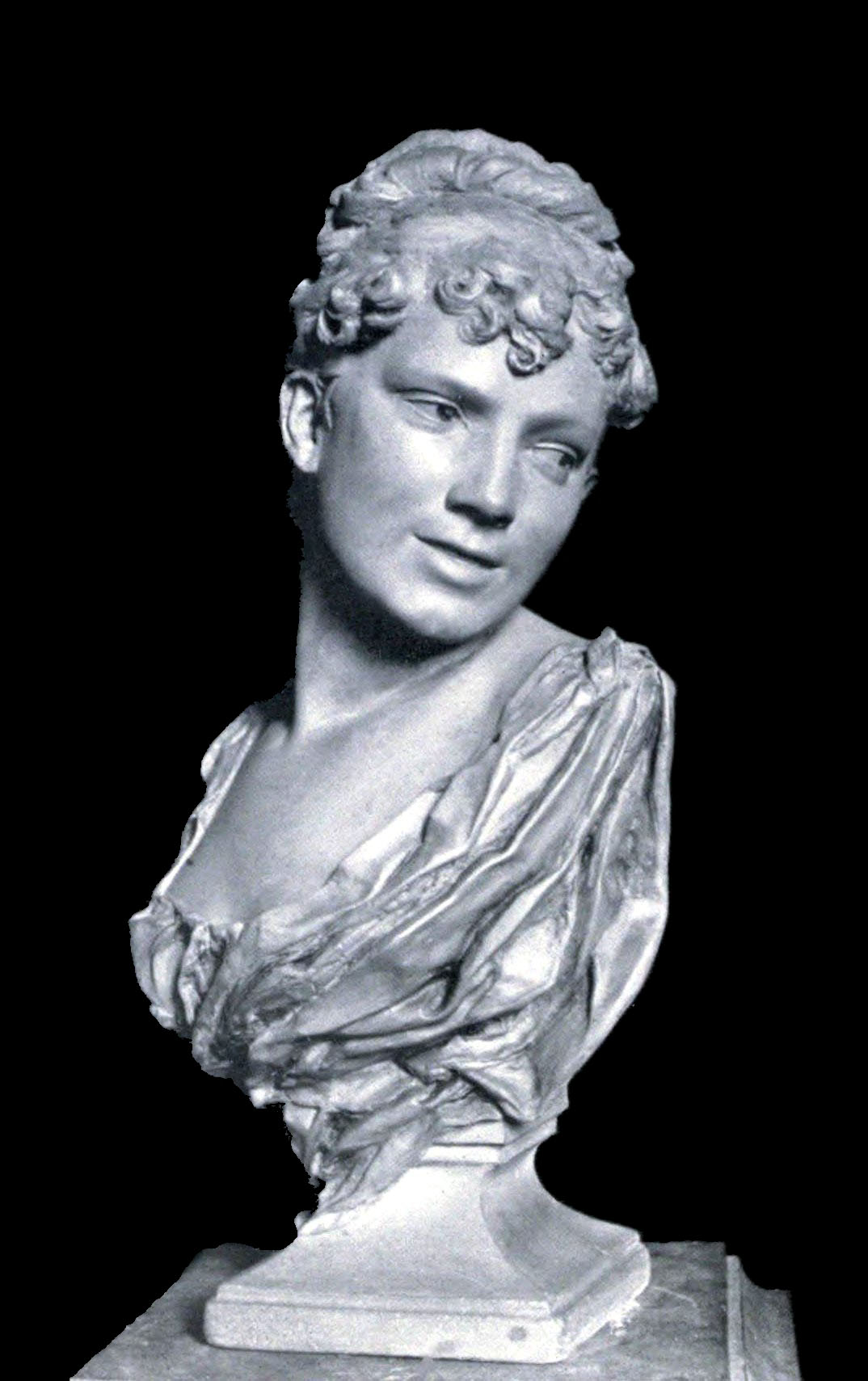
Jeanne Granier de Francis de Saint-Vidal (fin du XIXe)
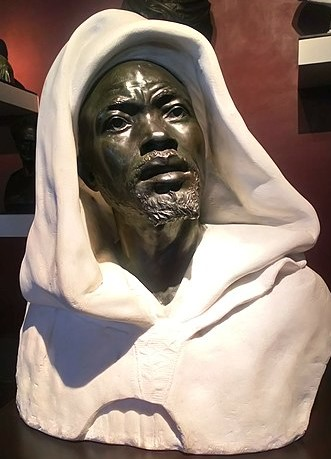
Amiens, musée de Picardie, Salem, nègre du Soudan par Paul Loiseau-Rousseau (1897)
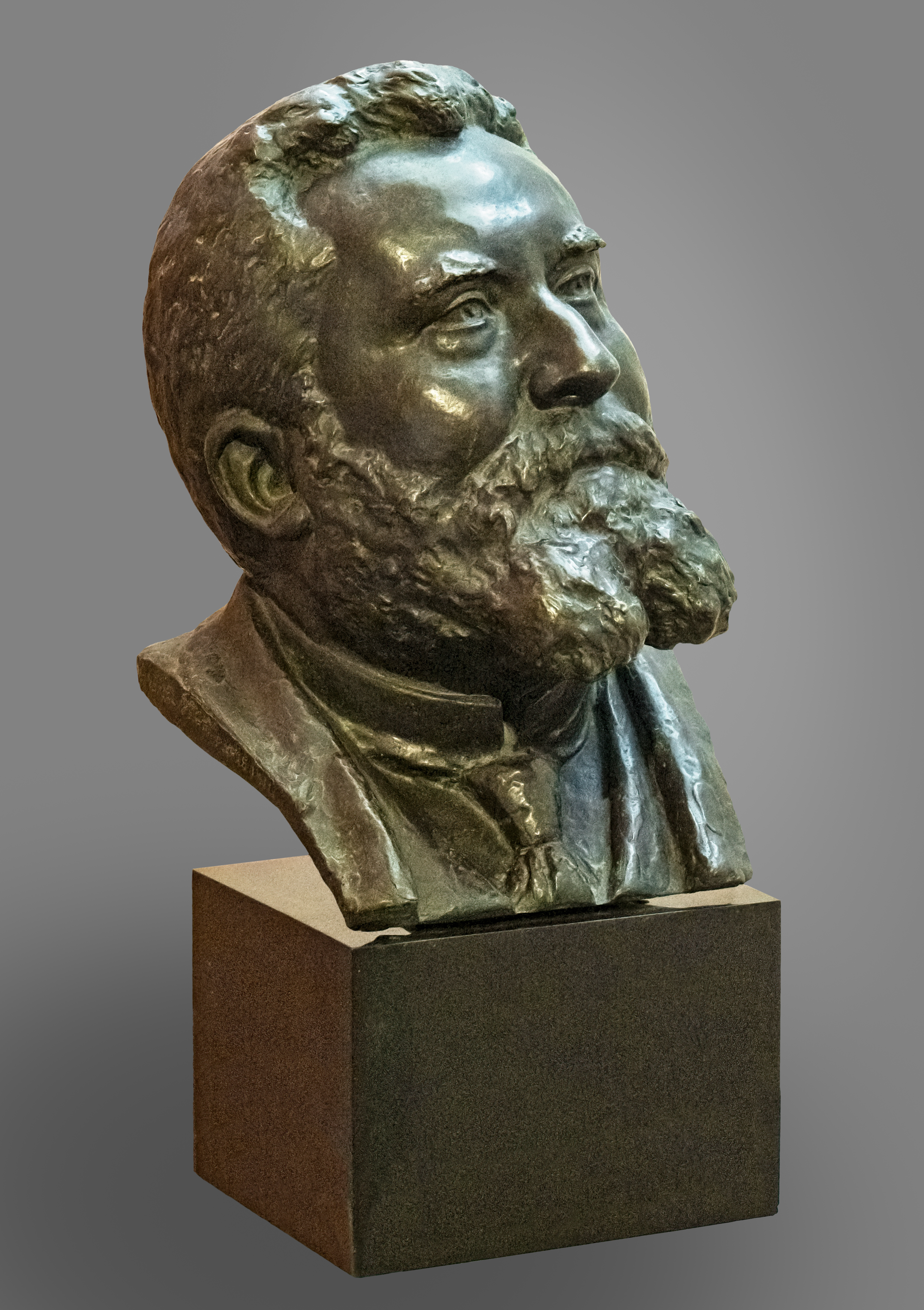
Albi, musée Toulouse-Lautrec, buste de Jean Jaurès par Gabriel Pech (1914)
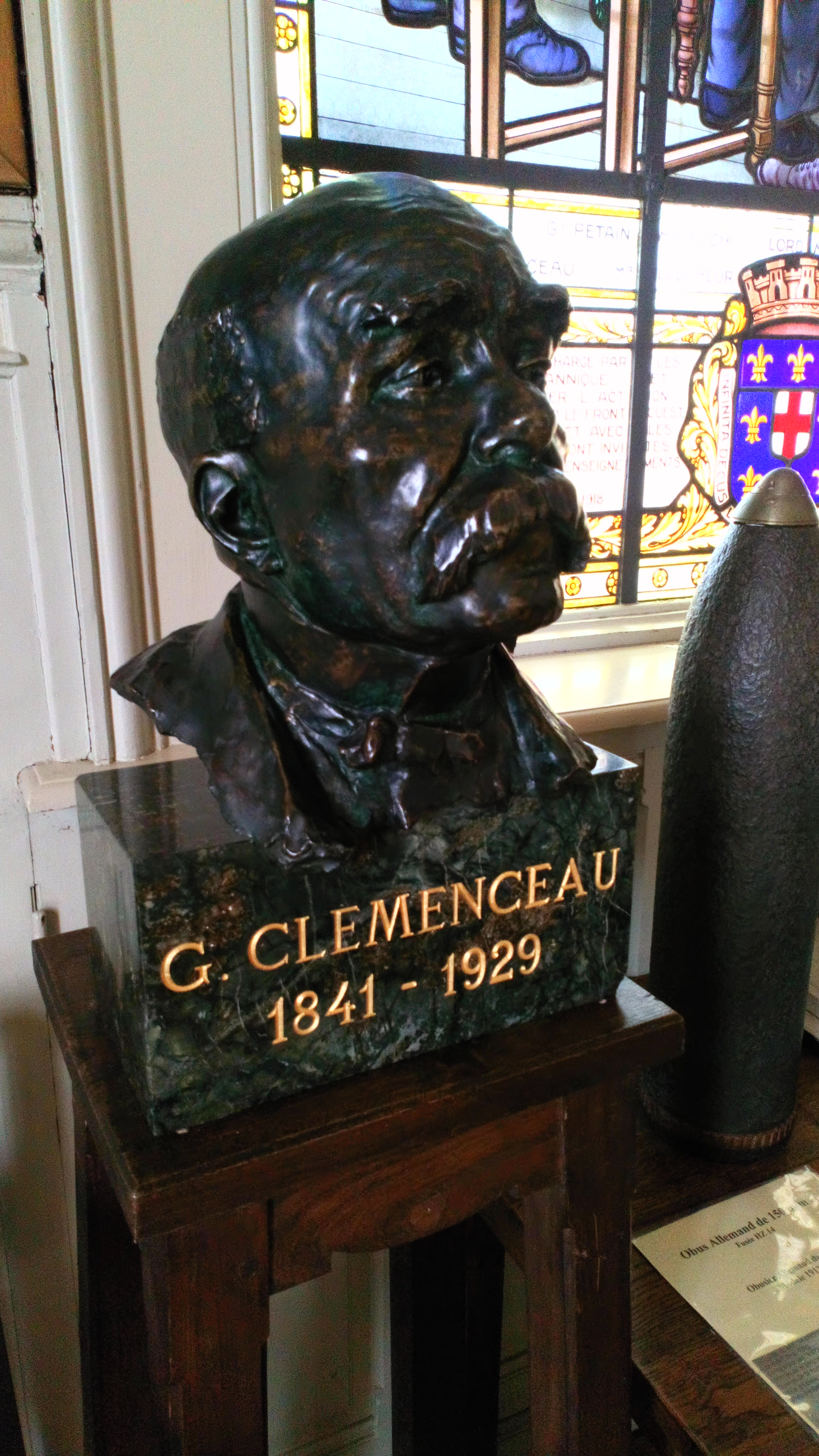
Hôtel de ville de Doullens, buste de Georges Clemenceau par François Sicard (1918).
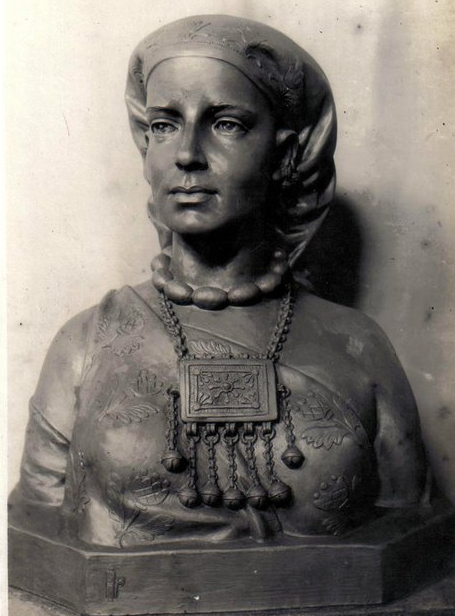
Faduma Ali, épouse de Louis-Amédée de Savoie (Somalie italienne, ca. années 1920)
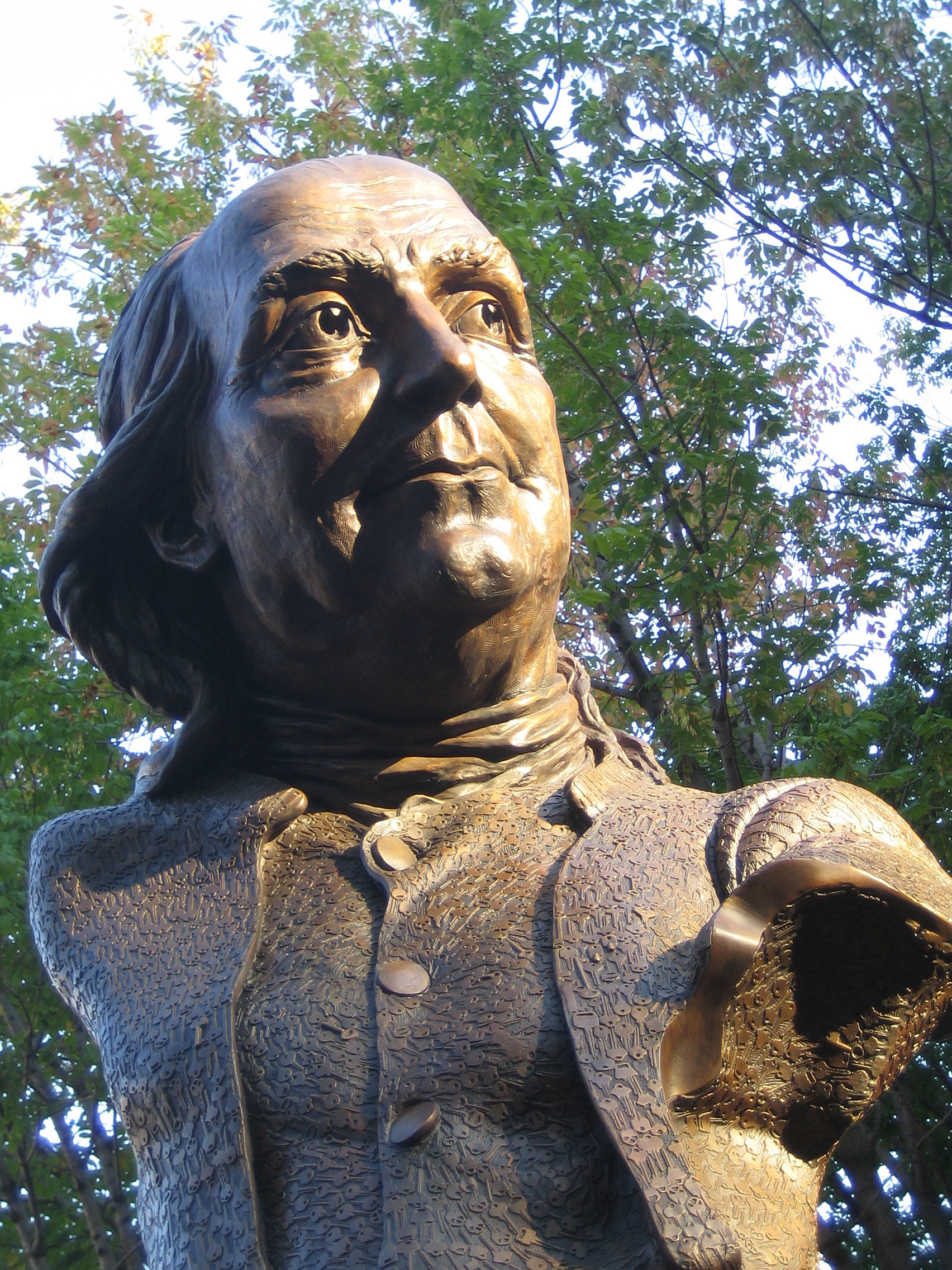
Keys To Community de James Peniston (en) (2007)
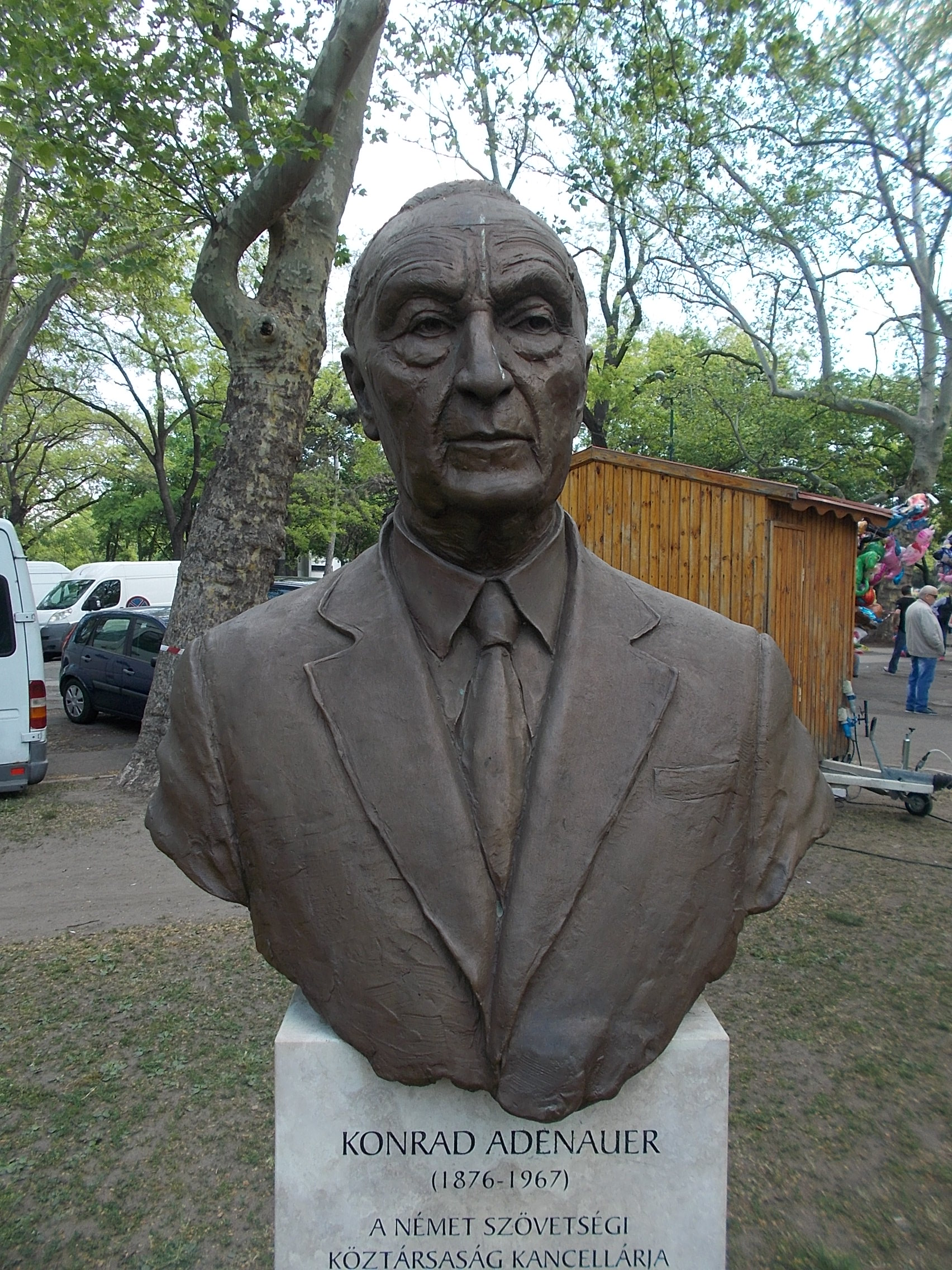
Buste de Konrad Adenauer par Richárd Juhaà, Budapest (2019)

## Source de la traduction
- (en) Cet article est partiellement ou en totalité issu de l’article de Wikipédia en anglais intitulé « Bust (sculpture) » (voir la liste des auteurs).